# Maria Luisa Boncompagni
Maria Luisa Boncompagni (Sacrofano, 7 de desembre de 1892 – Roma, 21 de novembre de 1982) va ser una locutora de ràdio italiana, que va treballar per l'Araldo Telefonico l'URI, l'EIAR i la RAI.

## Biografia
El 1914 va ser escollida, entre molts candidats, després d'haver respost a un anunci aparegut a Il Messaggero en el qual buscava una "signorina buona dicitrice", i va ser contractada per l'Araldo Telefonico.
L'1 de desembre de 1924 fou contractada per l'URI va ser contractada com a mecanògrafa, escriptora a mà i lectora, cobrant un salari de 500 lires al mes. Per contracte, Boncompagni havia de preparar el disc per a cada transmissió, anunciar-lo, iniciar-lo i preparar-ne el següent. Va participar en emissions de ràdio com Partita a scacchi, de Giuseppe Giacosa. Va ser sobrenomenada zia Radio i "el rossinyol radiofònic". Durant molt de temps se li va atribuir el primer anunci de la història de la ràdio, transmès des de l'emissora de Roma S. Filippo a les 21:00 del 6 d'octubre de 1924 amb aquestes paraules:
| « | «Unió Radiofònica Italiana, estació de Roma Uno, transmissió del concert inaugural.» | » |

L'original d'aquell històric anunci va reaparèixer, però, el 1997, quan Barbara Scaramucci el va redescobrir als arxius del recent format Rai Teche que dirigia. En la versió completa queda clar que l'anunci va ser fet per Ines Viviani Donarelli, música i esposa del director artístic de la URI, que presentava a l'estudi el quartet i a ella mateixa.
Mai no s'ha comprovat qui va manipular i, en nom de qui, aquells enregistraments, retirant una frase per acreditar Boncompagni com a primera anunciant a Itàlia. Certament sabem que Boncompagni va rebre compliments de diverses figures de l'època, entre ells Guglielmo Marconi, Pietro Mascagni o Tazio Nuvolari.
La història de la ràdio editada per la RAI atribueix tant a Boncompagni com a Inés Viviani Donarelli la primigènia de les veus radiofòniques a Itàlia.